# Spänningsrelaxation
Spänningsrelaxation innebär att ett material snabbt deformeras och spänningen som uppkommer i materialet avklingar sedan med tiden. Denna typ av belastningsfall är vanlig i skruvförband, packningar och tätningar. Relexationsdata för olika konstruktionsmaterial är ofta tillgängliga hos leverantören.